# Uwe Maroske
Uwe Maroske (* 15. Mai 1951 in Templin; † 23. November 2020) war ein deutscher Bildhauer.

## Leben und Werk

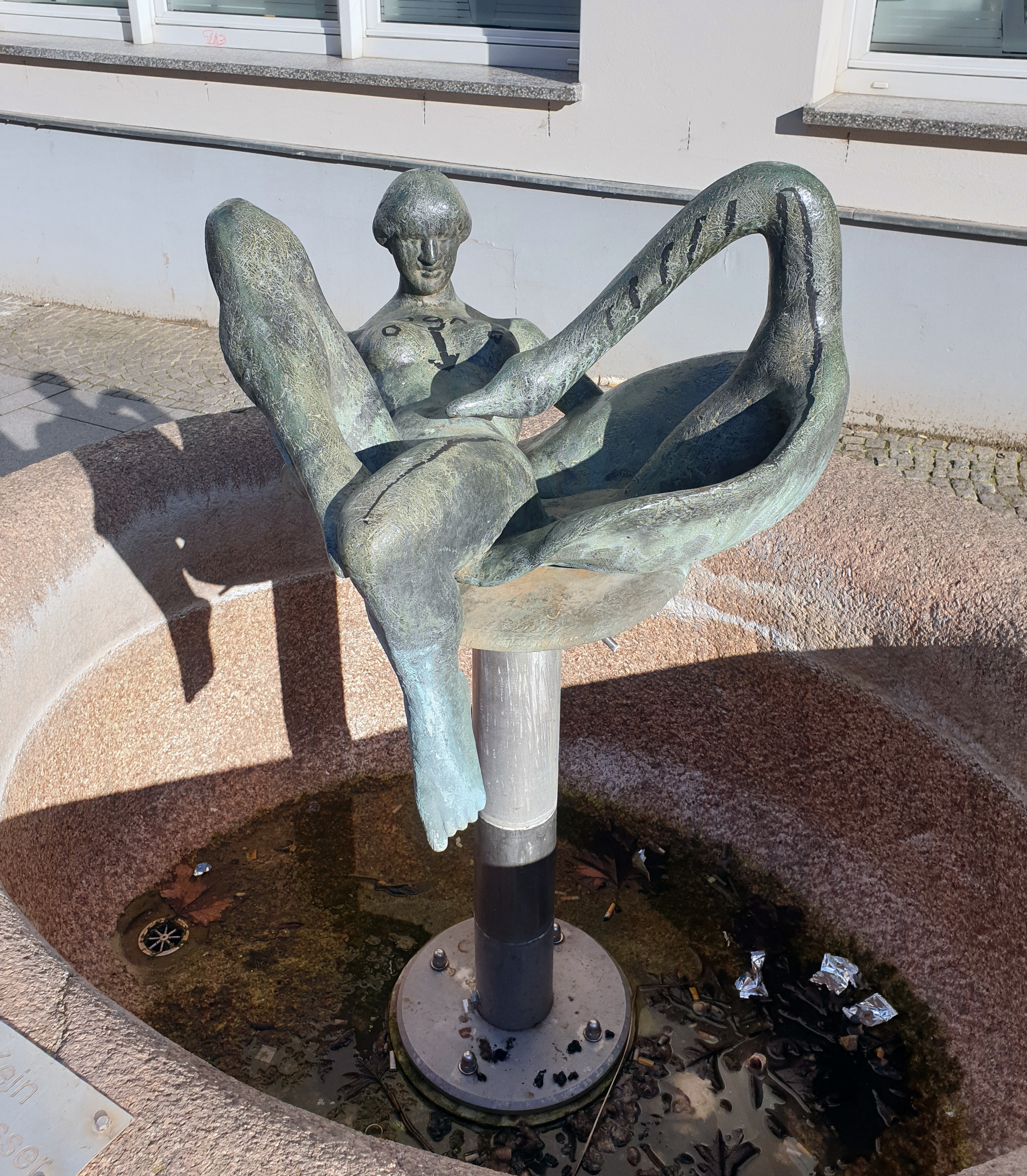
„Leda und der Schwan“, in Prenzlau

Maroske studierte von 1971 bis 1976 bei Karl Lemke, Karl-Heinz Schamal und Werner Stötzer an der Kunsthochschule Berlin-Weißensee. Danach zog er in den damaligen Bezirk Neubrandenburg. Seit 1982 lebte und arbeitete er in Lichtenberg. Er gehörte zu den Gründern der „Plastikgalerie“ – eines Forums für figürliche Bildhauerei in der historischen Schlosskirche Neustrelitz. An der Entstehung der Kunsthalle Wittenhagen war er ebenfalls beteiligt. Für die Fallada-Gedenkstätte in Carwitz schuf er ein Relief.
Maroske war bis 1990 Mitglied des Verbands Bildender Künstler der DDR.
Er war verheiratet mit der Bildhauerin Dorothea Maroske (* 1951) und hatte drei Töchter, eine aus erster Ehe, zwei mit Dorothea Maroske.

## Ehrungen
- 2001: Daniel-Sanders-Kulturpreis

## Ausstellungen (unvollständig)

### Einzelausstellungen
- 1993:  Galerie „Wort und Werk“ (mit Dorothea Maroske, Jutta Mirtschin), Berlin
- 1994: Berlin, Kulturforum Villa Oppenheim
- 2001: Neubrandenburg, Galerie Friedländer Tor (mit Dorothea Maroske)
- Kunsthalle der Grafik-Design-Schule Anklam (mit Dorothea Maroske)
- 2008: Berlin Galerie 100 (mit Dorothea Maroske), Berlin
- seit 2010: Lichtenberg ständige Ausstellung im „Forum Figura“ (mit Dorothea Maroske)

### Teilnahme an zentralen und wichtigen regionalen Ausstellungen in der DDR
- 1979 und 1984: Neubrandenburg, Bezirkskunstausstellungen
- 1987: Dresden, Galerie Rähnitzgasse („Wirklichkeit und Bildhauerzeichnung“)
- 1987/1988: Dresden, X. Kunstausstellung der DDR

## Belege
1. ↑  https://en.isabart.org/person/99600
2. ↑  Nachruf der Hans-Fallada-Gesellschaft

| Personendaten    | Personendaten                    |
| ---------------- | -------------------------------- |
| NAME             | Maroske, Uwe                     |
| KURZBESCHREIBUNG | deutscher Bildhauer und Grafiker |
| GEBURTSDATUM     | 15. Mai 1951                     |
| GEBURTSORT       | Templin                          |
| STERBEDATUM      | 23. November 2020                |